# Adayazı
Adayazı is een dorp in het district Emirdağ, in de provincie Afyonkarahisar, Turkije.

## Geschiedenis
De naam van het dorp werd in de officiële registers van 1928 vermeld als Firikli. Op 14 december 1998 kreeg het dorp de status van gemeente. Deze gemeentestatus werd echter bij een gemeentelijke herindeling in 2013 opgeheven.

## Geografie
Het dorp Adayazı ligt op een afstand van 90 km tot het provinciecentrum Afyonkarahisar, en op 13 km van het districtcentrum Emirdağ.

## Bevolking
| Bevolking per jaar | Bevolking per jaar |
| ------------------ | ------------------ |
| 2022               | 993                |
| 2021               | 938                |
| 2020               | 692                |
| 2019               | 492                |
| 2018               | 489                |
| 2017               | 511                |
| 2016               | 523                |
| 2015               | 543                |
| 2014               | 546                |
| 2013               | 546                |
| 2012               | 568                |
| 2011               | 605                |
| 2010               | 632                |
| 2009               | 574                |
| 2008               | 544                |
| 2007               | 590                |
| 2000               | 918                |

## Bestuur
Adayazı had tussen 1998 en 2013 de status van gemeente. Tijdens deze periode werden de volgende burgemeesters gekozen:
| Verkozen jaar | Burgemeesters        |
| ------------- | -------------------- |
| 2009          | Cemal Güçlü (CHP)    |
| 2004          | Hulusi Altınok (AKP) |
| 1999          | Hulusi Altınok (DYP) |

## Emigratie naar West-Europa
Sinds de jaren 1960 is een groot deel van de bevolking van Adayazı geëmigreerd naar West-Europa, voornamelijk als arbeidsmigranten. De eerste generaties vertrokken naar landen als België en Nederland in het kader van gastarbeidersprogramma’s.
Vandaag de dag woont een aanzienlijk deel van de Adayazı-diaspora in steden zoals Gent en Brussel in België, en Haarlem in Nederland. Deze gemeenschappen onderhouden nauwe banden met hun geboortedorp, bezoeken het regelmatig tijdens de zomermaanden, en dragen financieel bij via familie-ondersteuning en investeringen in het dorp. Deze migratie heeft een blijvende impact gehad op zowel de economie als de cultuur van Adayazı.